# ムッツェンバッヒェル判決
ムッツェンバッヒェル判決（ムッツェンバッヒェルはんけつ、ドイツ語: Mutzenbacher-Entscheidung）は、ドイツ連邦憲法裁判所が1990年に出した判決で、ドイツ連邦共和国基本法の芸術の自由の保障を定めた条項に照らし、ポルノグラフィもまた芸術であると判示した判決（Beschluss des Ersten Senats vom 27. November 1990, Az.: 1 BvR 402/87, veröffentlicht in der amtlichen Sammlung BVerfGE 83, 130）。ある小説がポルノグラフィであることが事実だとしても、その事実はその小説の芸術性を否定するものではないと判断された。